# Jurij Tymosjenko
Jurij Volodymyrovyj Tymosjenko (ukrainska; Ю́рій Володи́мирович Тимоше́нко) född 3 april 1961 i Stavropol kraj, Ryska SFSR, Sovjetunionen (i dagens Ryssland) är en ukrainsk politiker. Han är ledamot i Verchovna Rada och var kandidat i presidentvalet 2019.